# 戈申 (紐約州)
戈申（英語：Goshen）是一個位於美國紐約州奧蘭治縣的鎮。

## 人口
根據2020年美國人口普查的數據，戈申的面積為113.78平方千米，當中陸地面積為113.03平方千米，而水域面積為0.75平方千米。當地共有人口14571人，而人口密度為每平方千米128人。